# Ilja Zubov
Ilja Zubov, född 14 februari 1987 i Tjeljabinsk, är en rysk professionell ishockeyspelare som spelar för Salavat Julajev Ufa i KHL. Hans moderklubb är Traktor Tjeljabinsk.